# 시간의 섬
시간의 섬은 외부와 차단된 섬에서 일어나는 일을 그린 웹툰으로 네이버 일요웹툰이다. 외부와 차단되었다는 특성 때문에 일어나는 일부터 섬이라는 공간적인 특성 때문에 일어나는 일등 여러 가지 에피소드가 전개된다. 다소 긴 에피소드와 늘어진 전개로 인해 독자들로부터 비난을 받고 있던 중 3개월 휴재를 하였고 7년이 지난 기약없는 휴재가 계속되고 있다.